# Alfred Jansa
Alfred Johann Theophil Jansa von Tannenau (16 juillet 1884 à Ivano-Frankivsk, en Royaume de Galicie et de Lodomérie – 20 décembre 1963 à Vienne, Autriche) était un officier de l’armée autrichienne dont il fut chef d’état-major.
Au cours de la Première Guerre mondiale, il sert au sein de l’armée austro-hongroise et occupe différents postes sur les fronts en Serbie, Italie et Russie, dont celui d’officier de liaison avec l’armée bulgare, en 1915-1916.
Commandant de la brigade de Basse-Autriche en 1930, il devient attaché militaire à Berlin. Il est ensuite, en 1936, nommé chef d’état-major de l’armée autrichienne.
Avant l’Anschluss, Jansa et son état-major préparent des plans pour résister à une éventuelle attaque allemande. Lors de l’entretien du 12 février 1938, à Berchtesgaden, entre le chancelier autrichien Kurt von Schuschnigg et Adolf Hitler, ce dernier exige la mise à l’écart de Jansa, qui démissionne le 17 février 1938.